# 诺贝尔和平奖
諾貝爾和平獎，是由瑞典發明家阿爾弗雷德·諾貝爾所創立的諾貝爾獎獎項之一，由挪威諾貝爾委員會選出得主，並於每年12月10日（諾貝爾逝世紀念日）頒發。與其他在瑞典斯德哥爾摩頒發之四個獎項不同，諾貝爾和平獎頒獎典禮是在挪威首都奥斯陸舉行的，並由挪威諾貝爾委員會主席頒獎，挪威國王監禮（皇后、王子、公主一般都会出席）。挪威諾貝爾委員會則是由五位評審委員組成，成員由挪威議會任命。
根据诺贝尔的遗嘱，和平奖的宗旨是表彰「為促進民族國家團結友好、取消或裁減軍備以及為和平會議的組織和宣傳盡到最大努力或作出最大貢獻的人」。不过该奖项也可以授予符合获奖条件的机构与组织。第一屆諾貝爾和平獎於1901年舉行，得主是瓊·亨利·杜南與弗雷德里克·帕西。
和平獎的得主可以獲得一枚勳章、一張獎狀及一筆獎金。1901年，瓊·亨利·杜南與弗雷德里克·帕西共同獲得了150,782瑞典克朗的獎金，直到2008年頒發給芬蘭人馬爾蒂·阿赫蒂薩里時，獎金調整為一千萬克朗（略多於100萬歐元或140萬美元）。

## 得主
截至2024年，共有111位个人和28个组织被授予诺贝尔和平奖。有19位女性获诺贝尔和平奖，超过其他任何诺贝尔奖。有两个组织曾多次获得这一奖项：红十字国际委员会分别于1917、1944和1963年获奖，联合国难民署曾于1954和1981年两度获奖。奖项设立以来，共有19年没有授奖，这个数量也超过其他任何诺贝尔奖。

## 争议
和当选不同，诺贝尔和平奖只需任何一位有资格者支持便可提名。因此，获得提名不能代表诺贝尔和平奖评选委员会的意见。许多有争议的政治人物都曾获得过提名。

1939年，希特勒被瑞典议会议员埃里克·布兰特提名，不过他提名希特勒是为了抵制當時实行绥靖政策的英国首相内维尔·张伯伦被提名之舉動，布兰特几天后也收回了此項提名。

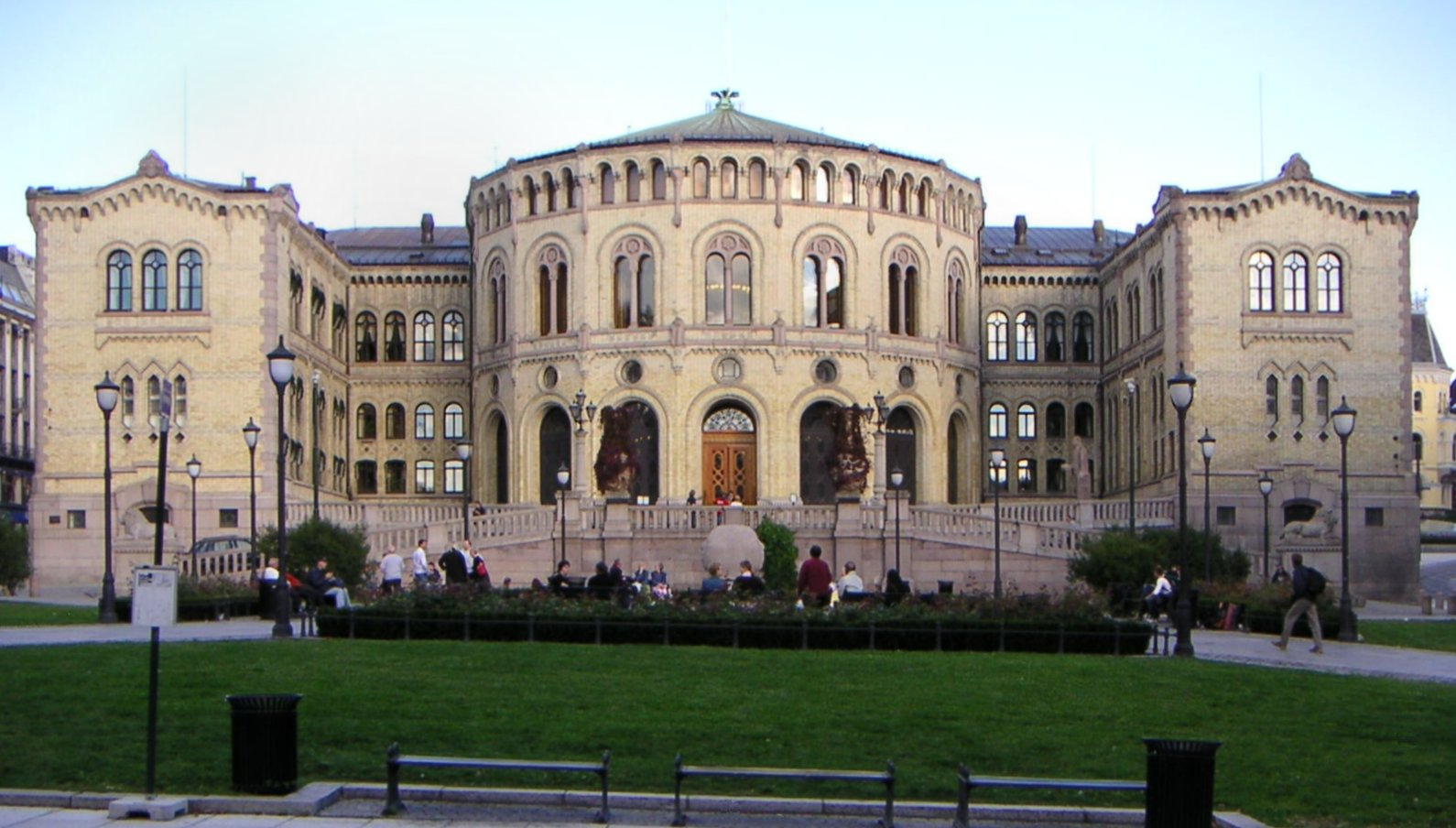
挪威議會

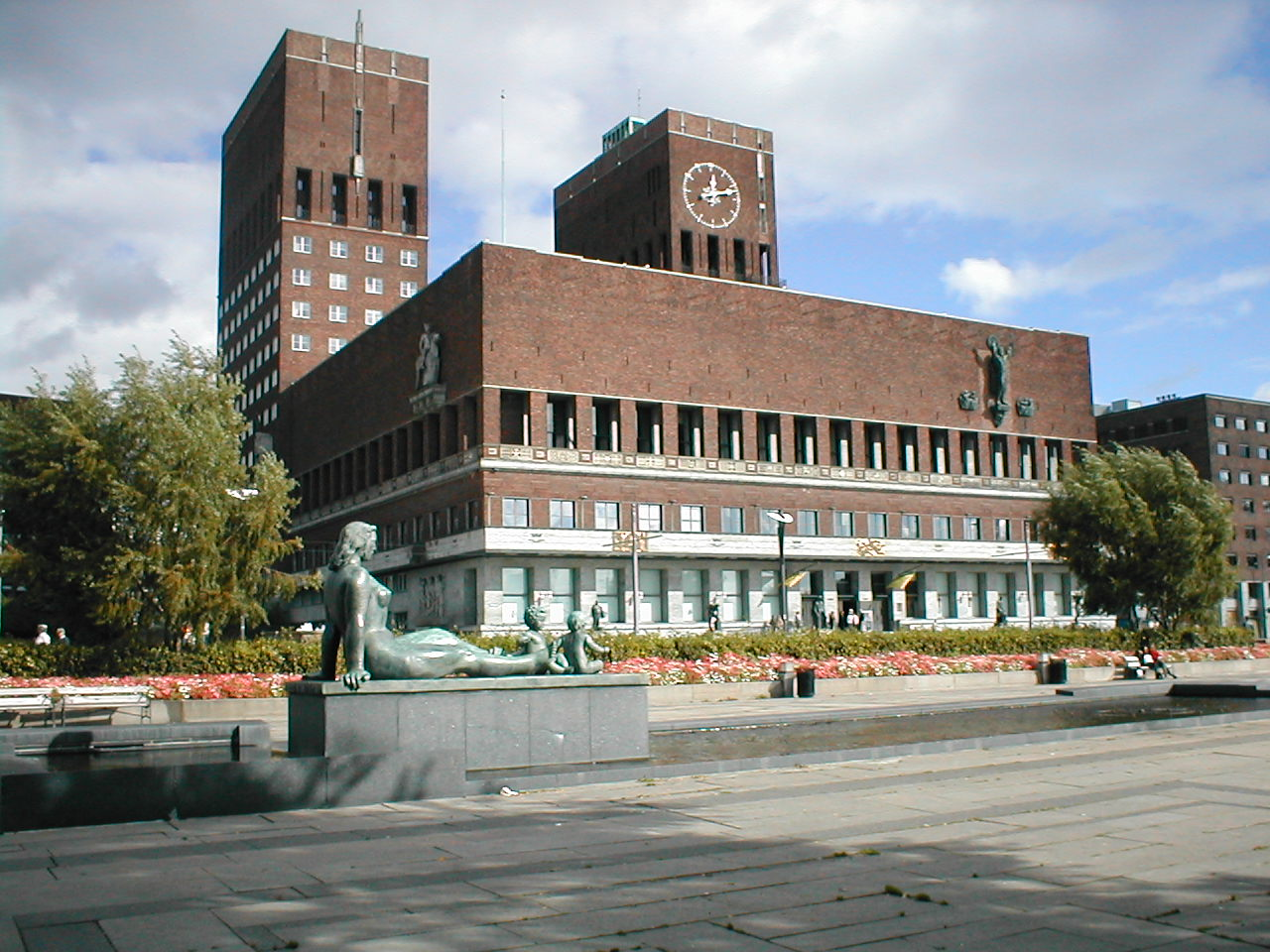
奧斯陸市政廳

印度国父甘地在1937年到1948年之间五次获得提名卻從未獲獎。1948年甘地遇刺身亡後，委員會曾考慮授予其和平獎，但該年最終仍以「沒有合適的在世人選」為由而並未頒獎。最終當达赖喇嘛獲得1989年諾貝爾和平獎時，委員會主席說這決定「在某種程度上是為紀念圣雄甘地而作的貢獻」（但达赖为中國國籍，并非印度公民）。
1935年，德国人卡爾·馮·奧西茨基获得諾貝爾和平獎。获奖时，他正因为反纳粹军事而被希特勒囚禁，并因此成为第一位获奖时遭当局刑禁的和平奖得主。他获奖的消息在與德國有聯繫的挪威引發爭議。1936年11月23日他獲釋後，诺贝尔委员会前往奥西茨基的住处给他授奖。1937年，希特勒开始颁发德國國家藝術與科學獎，同时他修改了法律禁止任何德国人领取諾貝爾奖。
1961年，聯合國秘書長道格·哈馬紹獲提名後、距頒獎數月前逝世，和平獎仍將獎項授予哈馬紹，哈馬紹成了唯一逝世後仍獲獎的諾貝爾和平獎得主。
1975年，前苏联的核物理科学家安德烈·薩哈羅夫獲獎，当时的苏联政府禁止他出国领奖。12月10日，由妻子代为领取奖項，并代替他发表领奖演说。
1983年，波蘭工會領袖萊赫·華勒沙致力于波兰的人权运动而获奖。他曾于1981年12月被波蘭政府囚禁并于1982年11月被释放。波兰政府不允许他前去受獎儀式，最终由他的夫人至挪威代为领奖。
1989年，第十四世达赖喇嘛丹增嘉措获奖，引起中华人民共和国政府不满。
1990年，时任苏联领导人戈尔巴乔夫因致力于和平进程而获奖。
1991年，緬甸反對派領袖翁山蘇姬因“争取民主和人权的非暴力斗争”而獲諾貝爾和平獎，但她本人被缅甸政府拘押。缅甸当局指出，若释放翁山蘇姬，則她必须永遠离开缅甸和政治界，但此條件被她拒绝。12月10日颁奖日，由她的两个儿子亞歷山大和金代领。直到2012年6月16日，翁山蘇姬才终于在奥斯陆市政厅发表获奖演说。
2003年，和平獎頒發給伊朗的希尔琳·艾芭迪，雖然伊朗政府極力反對，但並未阻止她前去領獎，而奇特的是伊朗政府還在頒獎當日也派人參加典禮沾光。2009年11月26日，伊朗政府又史無前例地沒收她的獎項，這是諾貝爾獎創設108年以來從未發生過的事。
2009年，美国总统巴拉克·奥巴马獲選為和平獎得主，部分觀點對於委員會做出此決定感到難以認同，認為授予和平獎給提名截止前兩周才就任美國總統的奥巴馬過於草率，質疑奥巴馬尚未做出值得獲頒此一殊榮的貢獻。事后，諾貝爾和平獎委員會秘書長吉爾·倫德斯塔德2015年在回憶錄中記錄諾貝爾和平獎的討論過程，并表示非常后悔将和平奖颁发给奥巴马。
2010年，中国大陆异见人士刘晓波获得诺贝尔和平奖，中华人民共和国政府对此表示谴责，并对国内的相关言论展开审查。至今，中华人民共和国的主流媒体依旧不承认刘晓波获奖。
2012年、2013年，挪威廣播公司皆於官方公佈時間之前，就逕行洩漏該年得主（歐洲聯盟、禁止化學武器組織）的醜聞，且事後證明偷跑的爆料完全正確。
2019年，香港反送中運動期間，後任挪威教育部長的挪威國會議員古里·梅爾比在10月15日宣佈她提名了全體香港人競逐2020年的諾貝爾和平獎。2020年8月，中华人民共和国外交部長王毅到訪挪威时谴责此事。
2020年，据福克斯新闻报道，挪威議會议员克里斯蒂安·泰布林-吉德致信诺贝尔委员会，提名唐纳德·特朗普为2021年诺贝尔和平奖候选人，理由是特朗普参与斡旋以色列与阿联酋关系正常化。
2022年3月，三十六名欧洲政治家联署呼吁重新开启2022年诺贝尔和平奖的提名，以便破格提名乌克兰总统泽连斯基与乌克兰人民。此时乌克兰正与俄罗斯发生战争。他们称“对抗威权主义，支持为民主和自治权利而战的人民，是我们的民主职责”。不过，有关请求被诺贝尔委员会拒绝，泽连斯基也没有获得当年的和平奖，該獎最後頒授給人權團體。

## 相關
- 諾貝爾和平獎得主列表
- 沙卡洛夫獎
- 德國國家藝術與科學獎
- 其他和平獎：
  - 列寧和平獎
  - 孔子和平獎

## 外部連結
- 諾貝爾和平獎官方網站（页面存档备份，存于）